# كأس السوبر المصري السعودي
كأس السوبر السعودي المصري هي بطولة أقيمت عام 2001 في إطار توأمة عقدت بين الإتحادين السعودي والمصري لكرة القدم، تنفيذا للفكرة التي تبناها الرئيس العام لرعاية الشباب الأمير الراحل فيصل بن فهد وسمير زاهر رئيس اتحاد الكرة المصري عام 1998.

## نظام البطولة
نظمت البطولة على مباراتين تقام احداهما في السعودية والأخرى تقام في مصر. بحيث يلعب بطلي الكأس في البلدين على (كأس الرئيس محمد حسنى مبارك) في السعودية، بينما يلعب بطلي الدوري في البلدين على (كأس الملك فهد) في القاهرة.

## الجوائز
تبلغ جوائز البطولة مليون ريال يحصل الفائز على 750 الف منها 

## الكأس
صنعت الكأس خصيصا للبطولة في إيطاليا 

## البطولات
اقيمت البطولة ثلاث مرات فقط أعوام 2001، 2003، 2018،فازت الاندية السعودية بثلاث بطولات بواقع بطولتين لنادي الاتحاد السعودي وبطولة لنادي الهلال السعودي في حين حققت الأندية المصرية بطولتين كانت من نصيب الزمالك.

### السنوات
| السنة | اسم البطولة                   | البطل                     | النتيجة                   | الوصيف                    | ملاحظات |
| ----- | ----------------------------- | ------------------------- | ------------------------- | ------------------------- | ------- |
| 2001  | كأس حسني مبارك                | الهلال                    | 2–1                       | الإسماعيلي                |         |
| 2001  | كأس الملك فهد                 | الاتحاد                   | 3–2                       | الأهلي                    |         |
| 2003  | كأس الملك فهد                 | الاتحاد                   | 1–0 (ب.و.إ)               | الإسماعيلي                |         |
| 2003  | كأس حسني مبارك                | الزمالك                   | 0–0 (2–1) (ج.)            | الاتحاد                   |         |
| 2018  | كأس الرئيس عبد الفتاح السيسي  | الزمالك                   | 2–1                       | الهلال                    |         |
| 2018  | كأس الملك سلمان بن عبد العزيز | الاتحاد، الأهلي (لم تلعب) | الاتحاد، الأهلي (لم تلعب) | الاتحاد، الأهلي (لم تلعب) |         |

## البطولة الأولى
- أقيمت المباراة الأولى يوم الجمعة 18 مايو 2001 بين الهلال (بطل كأس ولى العهد) والإسماعيلى (بطل كأس مصر)، وانتهت المباراة بفوز الهلال بتيجة 2/1.

تقدم للهلال عبد الله الجمعان، وتعادل محمد صلاح أبو جريشة للإسماعيلى، لينتهى الوقت الاصلى للمباراة بالتعادل ويلجأ الفريقان للأشواط الإضافية ليحسم الهلال المباراة لصالحه بهدف ذهبي سجله خالد التيماوى.
- وأقيمت المباراة الثانية على استاد القاهرة الدولي يوم الأحد 21 مايو 2001، وجمعت بين الأهلى (بطل الدورى المصري) وإتحاد جدة (بطل الدورى السعودي).

انتهى الوقت الاصلى بالتعادل بهدفين لكل فريق، حيث أحرز البرازيلي سيرجيو هدف التقدم للإتحاد ثم تعادل الأهلى بهدف علاء إبراهيم، وتقدم الاتحاد مرة أخرى بهدف حسن اليامي، بينما عادل الأهلى النتيجة عن طريق خالد بيبو لينتهى الوقت الاصلى بالتعادل، وفي الشوط الاضافى الثاني سجل حسن اليامي الهدف الذهبي ليحقق الاتحاد البطولة.

## البطولة الثانية
في هذه البطولة مثّل اتحاد جدة المملكة العربية السعودية في مباراتي جدة والقاهرة بعد حصوله على بطولتى كأس دوري خادم الحرمين وكأس ولي العهد، بينما شارك النادي الإسماعيلي وصيف كأس مصر في المباراة الأولى في جدة بدلا من الاهلي (بطل كأس مصر) الذي اعتذر عن المشاركة.
- أقيمت المباراة الأولى في جدة بين بطلي الكأس في البلدين (الاتحاد والإسماعيلي) في الرابع من يوليو 2003

وانتهى الوقت الاصلي للمباراة بالتعادل السلبي، وفي الشوط الإضافي الثاني سجل حمزة إدريس الهدف الذهبي ليفوز الاتحاد بالبطولة.
- اقيمت المباراة الثانية في 24 يوليو 2003 الزمالك (بطل الدوري المصري) والاتحاد (بطل الدوري السعودي)، وانتهت المباراة بوقتيها الاصلي والإضافي بالتعادل السلبي، واحتكم الفريقان لركلات الترجيح ليحقق الزمالك أول بطولة للأندية المصرية بعد الفوز 2-1 بركلات الترجيح.

في ركلات الترجيح أحرز للزمالك سامح يوسف ومحمد صديق، بينما سجل للإتحاد رضا تكر
فيما أخفق صالح الصقري وعبد الله الواكد وحمزة إدريس وحسن اليامي من الاتحاد، ومن الزمالك طارق السعيد ومحمود محمود.

## البطولة الثالثة 2018
في هذه النسخة مثّل نادي الهلال السعودي المملكة العربية السعودية في مباراة المملكة بعد حصوله على بطولة كأس دوري خادم الحرمين، بينما شارك نادي الزمالك وبطل كأس مصر في المباراة الأولى في استاد جامعة الملك سعود بدلا من الاهلي (بطل الدوري المصري) الذي اعتذر عن المشاركة.
فاز الزمالك المصري بنتيجة 2 / 1 أحرز اهداف الزمالك التونسي حمدي النقاز والكونغولي كابونجو كاسنجو وأحرز هدف الهلال الوحيد السوري عمر خربين

## عودة البطولة
اتفق اتحاد الكرة المصري لكرة القدم ممثلا برئيسه جمال علام  ونظيره السعودي على عودة كأس السوبر «المصري السعودي» وذلك بتاريخ 17 يوليو 2013 بحيث يتم عقد اجتماع تنسيقي بين المسؤولين بالاتحادين لدراسة آلية إقامته وتحديد المواعيد المناسبة على ضوء الارتباطات والبرامج الزمنية للأندية والاتحادين عقد اجتماع تنسيقي لتحديد موعد مناسب. لكن لم يتم اقامة البطولة 

## روابط خارجية
- فيديو البطولة الأولى الاتحاد والاهلي
- رابط البطولة على موقع كوورة